# Batalla de Lebedin

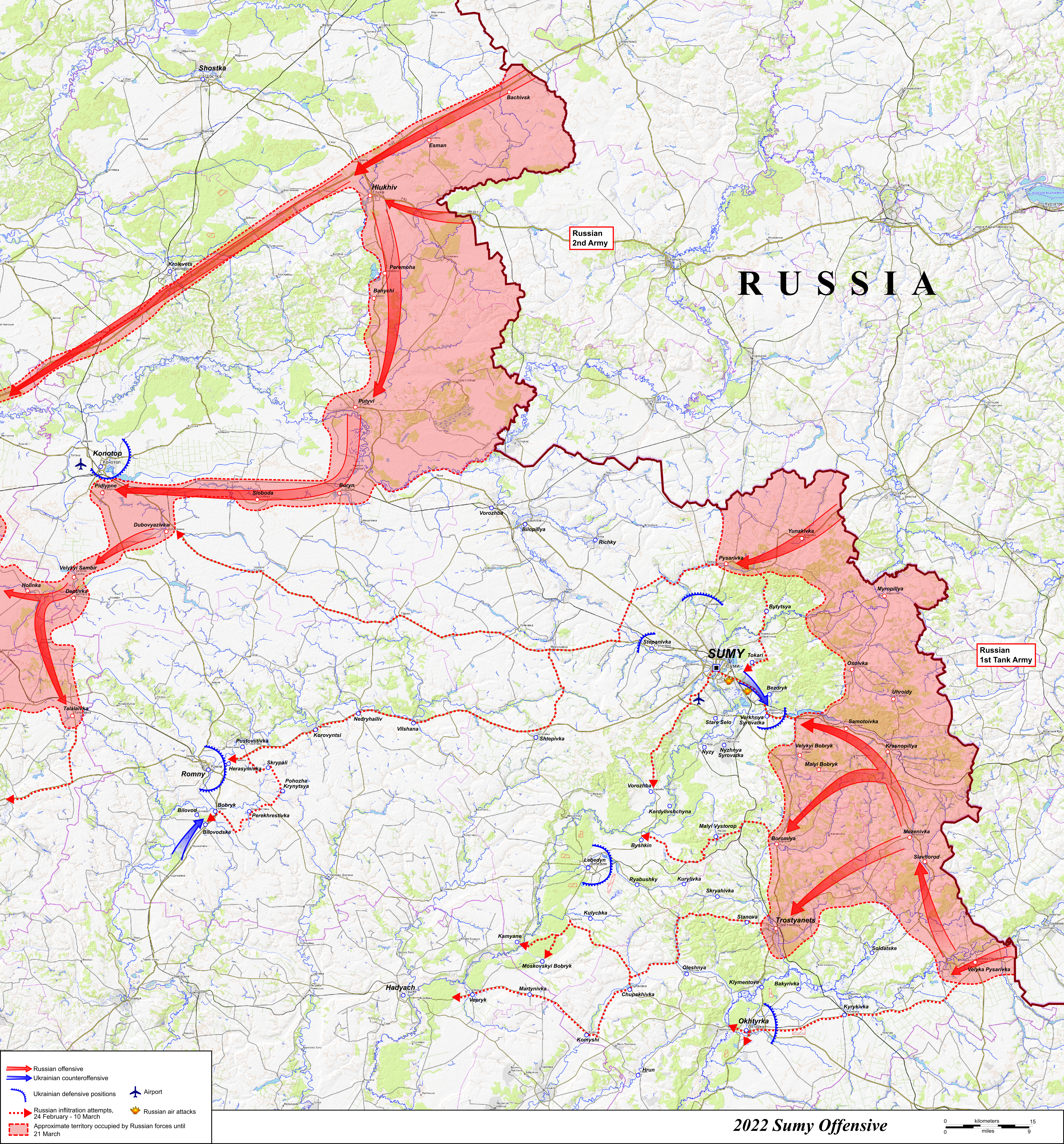
Mapa de la ofensiva de Sumy de 2022, durante la guerra ruso-ucraniana.

La batalla de Lebedin es una serie de enfrentamientos que comenzaron el 26 de febrero de 2022 en la ciudad de Lebedín, raión de Sumy, óblast de Sumy, como parte de la invasión rusa de Ucrania de 2022.

## Cronología

### 26-27 de febrero
En la noche del 26 de febrero, las fuerzas ucranianas retuvieron a las fuerzas rusas en las afueras de la ciudad. Según los informes, los rusos sufrieron pérdidas significativas. A las 22:45, comenzó una batalla en Kamiane.
Cinco soldados fueron llevados a los hospitales de Lebedyn en la mañana del 27 de febrero. Casi todos resultaron heridos en la calle Batiutenko y sus alrededores. Según el Centro Regional de Atención de Emergencia y Medicina de Desastres, no llegaron civiles heridos.
Olexandr Smilian, de 37 años, nacido en Kapustyntsi, murió en la batalla de Lebedyn en la noche del 27 de febrero.

### 28 de febrero
Por la tarde, una columna de vehículos militares rusos se dirigió a Trostianets procedentes de la dirección de Lebedyn. Alrededor de las 18:00, se informó que las tropas ucranianas destruyeron una base militar rusa en Kulychka, cerca de Lebedyn, con un UAV Bayraktar. Según los informes, destruyeron 96 tanques, 20 sistemas de lanzacohetes múltiples «Grad» y 8 camiones cisterna. No había civiles en la zona.
En Shtepivka, un hombre local murió tratando de subir a un vehículo militar abandonado que había sido minado.

### 1-3 de marzo
En las noches del 1 y 2 de marzo, las fuerzas ucranianas afirmaron haber destruido unos 100 vehículos militares rusos, principalmente tanques y vehículos blindados de transporte de personal (APC), en la aldea de Bishkyn, cerca de Lebedyn.
En la tarde del 3 de marzo, la 93.ª Brigada Mecanizada Independiente «Jolodny Yar» neutralizó a las tropas rusas en Moskovskyi Bobryk en el distrito de Lebedyn. Varios tanques y APC T-72B3 y T-80U quedaron inutilizables. Mientras estaban en la aldea, los rusos saquearon las tiendas locales y las casas privadas y quemaron el automóvil del jefe de la aldea.
Alrededor de las 21:00 del 3 de marzo, los ocupantes reanudaron los bombardeos de Sumy y otros lugares en el óblast de Sumy, en particular Nedryhailiv, Boromlia, Bezdryk y Lebedyn.

### 4-7 de marzo
Lebedyn quedó completamente cortada la electricidad para los días 4 y 5 de marzo. El 5 de marzo a las 7 a. m., los civiles escucharon una alarma de ayuda aérea en Lebedyn cuando los rusos comenzaron a bombardear la ciudad. Las explosiones volaron ventanas en edificios de varios pisos. Los bombardeos de artillería continuaron durante todo el día. Una subestación eléctrica, la panadería Lebedyn y una gasolinera fueron destruidas por los bombardeos rusos.
En la noche del 5 de marzo, se había informado de que los rusos habían sido civiles capturados que conducían en automóviles por el campo. Dmytro Zhyvytskyi, el jefe de la Administración Militar, dijo que la gente no podía abandonar Lebedyn, Sumy, Okhtyrka y Trostianets en este momento porque «las tropas rusas roban y ocasionalmente disparan a los autos de los ucranianos pacíficos».
En la noche del 5 de marzo, una columna de tanques rusos llegó a Lebedyn después de haber tomado el pueblo de Stanove cerca de Trostianets en el camino. Colocaron tanques en cada patio a lo largo de las calles centrales y laterales. Según el jefe de la Administración Militar, Dmytro Zhyvytskyi, los rusos se llevaron los teléfonos celulares de las personas. Irrumpieron en las casas pidiendo comida y un baño. Así se refugiaron con un escudo humano casi todo el día.
Según la Administración Militar, los bombardeos de artillería rusos y los ataques aéreos del 6 de marzo dejaron a muchos habitantes de Lebedyn sin electricidad. La fiscalía inició una investigación previa al juicio sobre la destrucción de la panadería Lebedyn por los ataques de aviones militares rusos.
El 7 de marzo, el suministro de electricidad a Lebedyn se restableció parcialmente.

### 8-9 de marzo
En la noche del 8 al 9 de marzo, las fuerzas aéreas rusas atacaron Lebedyn. Dos casas en la calle Shevchenka fueron arruinadas. Cinco personas, dos niños entre ellos, fueron recuperadas de los escombros. Los oficiales de la 5° Brigada Estatal de Bomberos y Rescate, que estaban a cargo esa noche, trabajaron en el sitio desde la 01:45 del 9 de marzo.

### 10-11 de marzo
Para el 10 de marzo, el pueblo de Vorozhba en el distrito de Lebedyn había sido ocupado por las fuerzas rusas. Según el jefe de la Administración Militar, Dmytro Zhyvytskyi, los soldados rusos llevaron a la gente a las calles, les robaron, saquearon e incendiaron casas locales. Los rusos también sacaron a la gente de los sótanos donde muchos se escondían. «Se están protegiendo con lugareños pacíficos contra los Bayraktars», dijo Zhyvytskyi.
En la noche del 11 de marzo, las tropas rusas bombardearon casas en Kerdylivschyna matando a dos lugareños: Vasyl Masliuk y Valeriy Sukhanov.

### 12-13 de marzo
Los «corredores verdes» para la evacuación funcionaron en el óblast de Sumy el 12 de marzo. La gente podía ir desde Sumy, Trostianets, Konotop, Lebedyn, Velyka Pysarivka y Krasnopillia a través de Romny hasta Poltava. Según el Jefe de la Administración Militar Dmytro Zhyvytskyi, finalmente lograron llegar a un acuerdo sobre Lebedyn, que no tenía electricidad ni comunicación en ese momento. A las 9:00, una columna de transporte privado y autobuses se reunieron en el ayuntamiento de Lebedyn. La ruta era desde Lebedyn a través de Shtepivka, Nedryhailiv, Korovyntsi, Romny, Andriyashivka, Lokhvytsia, Lubny y Poltava. En total, 28 vehículos con 83 civiles y cuatro autobuses con 52 civiles salieron de Lebedyn.
Al 13 de marzo, 22 500 civiles del óblast de Sumy no tenían electricidad. Según la Administración Militar, los bombardeos dañaron las líneas eléctricas en Okhtyrka, Trostianets, Lebedyn y Sumy.